# Lago Döpe
El lago Döpe (en alemán: Döpesee) es un lago situado en el distrito de Mecklemburgo Noroccidental, en el estado de Mecklemburgo-Pomerania Occidental (Alemania), a una altitud de 38 metros; tiene un área de 77 hectáreas.